# Kliment Vorosjilov kampvogn
Kliment Vorosjilov kampvogn var en serie af sovjetiske kampvogne, der brugt fra 1939-1945 under Anden Verdenskrig.
| Militær | Spire Denne artikel om militær er en spire som bør udbygges. Du er velkommen til at hjælpe Wikipedia ved at udvide den. |